# Індіан-Біч (Північна Кароліна)
Індіан-Біч (англ. Indian Beach) — місто (англ. town) в США, в окрузі Картерет штату Північна Кароліна. Населення — 223 особи (2020).

## Географія
Індіан-Біч розташований за координатами 34°41′12″ пн. ш. 76°54′6″ зх. д. / 34.68667° пн. ш. 76.90167° зх. д. (34.686683, -76.901583).  За даними Бюро перепису населення США в 2010 році місто мало площу 3,82 км², з яких 1,45 км² — суходіл та 2,37 км² — водойми.

## Демографія
Згідно з переписом 2010 року, у місті мешкало 112 осіб у 66 домогосподарствах у складі 40 родин. Густота населення становила 29 осіб/км².  Було 1565 помешкань (409/км²).
Расовий склад населення:
| - 97,3 % — білих - 0,9 % — чорних або афроамериканців - 0,9 % — азіатів |

До двох чи більше рас належало 0,9 %. Частка іспаномовних становила 0,0 % від усіх жителів.
За віковим діапазоном населення розподілялося таким чином: 3,6 % — особи молодші 18 років, 60,7 % — особи у віці 18—64 років, 35,7 % — особи у віці 65 років та старші. Медіана віку мешканця становила 59,7 року. На 100 осіб жіночої статі у місті припадало 103,6 чоловіків;  на 100 жінок у віці від 18 років та старших — 100,0 чоловіків також старших 18 років.
Середній дохід на одне домашнє господарство  становив 91 070 доларів США (медіана — 86 875), а середній дохід на одну сім'ю — 114 847 доларів (медіана — 110 417). За межею бідності перебувало 11,0 % осіб, у тому числі 0,0 % дітей у віці до 18 років та 7,0 % осіб у віці 65 років та старших.
Цивільне працевлаштоване населення становило 59 осіб. Основні галузі зайнятості: виробництво — 30,5 %, публічна адміністрація — 25,4 %, мистецтво, розваги та відпочинок — 10,2 %, освіта, охорона здоров'я та соціальна допомога — 10,2 %.